# ليلى المغربي
ليلى المغربي شاعرة وإذاعية ولدت في مدينة أم درمان. درست في كلية الأحفاد الجامعية للبنات سابقاً وجامعة الأحفاد حاليا. نشأت في أسرة محبة للآداب والفنون، وعمها هو الشاعر مبارك المغربي. 
تغنى بكلماتها ثلاثة من أساطير فن الغناء السوداني بقصيدتها «طفل العالم الثالث» وهم: محمد وردي، ومصطفى سيد أحمد، ويوسف الموصلي؛ فكانت سيمفونية خالدة قام بتوزيعها الموسيقار يوسف الموصلي، حيث ترسخت في خوالد التراث الموسيقي السوداني، بالإضافة إلى عدد من القصائد التي تغنى بها عدد من الفنانين.
ارتبط اسمها بالبرنامج الشهير في إذاعة أمدرمان «نفحات الصباح»، وهي شاعرة ومبدعة قدمت الكثير من القصائد الشعرية، كما عملت في الفترة الأخيرة بمجلس الصداقة الشعبية العالمية مبعوثة للسلام وبوابة للدبلوماسية العالمية.

## المراحل العلمية
- بدأت دراساتها العليا بجامعة الخرطوم - دبلوم المكتبات والتوثيق.
- حصلت على دبلوم الإنتاج الإذاعي من معهد الموسيقى والمسرح سابقاً كلية الموسيقى والدراما حالياً.
- حصلت على دبلوم الإنتاج في الفنون الإذاعية في ألمانيا ومركز التدريب الإذاعي في فيلادلفيا بالولايات المتحدة الأمريكية.[1]

## الحياة العملية
- عملت بالإذاعة السودانية زمناً طويلاً.
- عملت مستشارة إعلامية لعدد من الهيئات والمؤسسات داخل وخارج البلاد، وتستعين بها عدد من دول الجوار.

## وفاتها
توفيت عام 1999م هي وأختيها 
(سهام وهيام )إثر حادث سير أثناء فريضة الحج في المدينة المنورة، حيث أدى جميع حجاج بيت الله الحرام صلاة الجنازة عليها. عندما وصل خبر وفاتها كان المذيع الراحل (احمد سليمان ضو البيت) موجودًا لقراءة موجز النشرة الأخير، وحين وصل الخبر قطع إرسال البث، ونعى للأمة السودانية رحيل المبدعة ليلى المغربي.